# Radoslav Brzobohatý

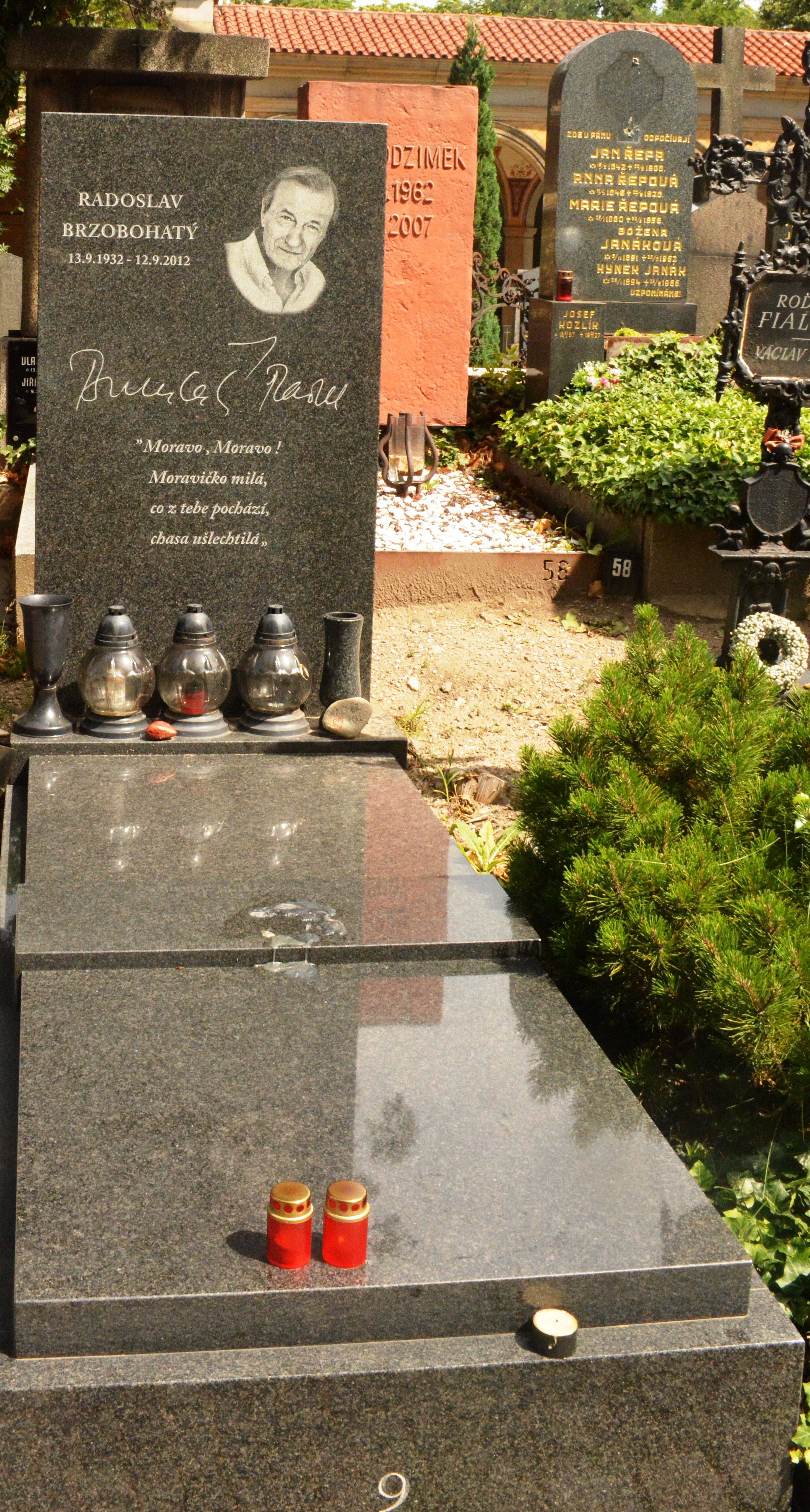
Hrob na Vyšehradském hřbitově

Radoslav Brzobohatý (13. září 1932 Vrútky – 12. září 2012 Praha) byl český herec a divadelní podnikatel, známý z filmů Atentát, Všichni dobří rodáci, Sněženky a machři, Ucho, Pěnička a Paraplíčko a z dalších. Objevil se také v seriálech 30 případů majora Zemana, F. L. Věk, Dynastie Nováků, Ulice, a také v pohádce Princ a Večernice, kde hrál zlého čaroděje Mrakomora.

## Životopis
Narodil se ve slovenském městě Vrútky nedaleko Martina. Rodina Brzobohatých pocházela z Moravy. Dětství prožil v Jarcové na Valašsku, kde se po válce usídlila jeho rodina. Po vyloučení z gymnázia ve Valašském Meziříčí se vyučil mechanikem pletařských strojů v Krnově. V roce 1954 vystudoval DAMU, působil v oblastních divadlech, mimo jiné v Příbrami, Mostě, Olomouci. V roce 1962 přichází do Prahy, kde nastupuje do angažmá v Divadle S. K. Neumanna v Libni. Od roku 1967 byl členem Divadla na Vinohradech a strávil v něm více než 30 let. Z vinohradského divadla odešel až v roce 2000 po delším období, kdy nebyl obsazován do velkých rolí. S divadlem chtěl údajně skončit, jeho žena mu to však rozmluvila. Zkusil to tedy v Karlínském hudebním divadle, kde exceloval v roli Řeka Zorby. V roce 2004 pak spolu s manželkou založili Divadlo Radka Brzobohatého, na jehož prknech se například ve hře Dva na smetišti sešel se synem Ondřejem Gregorem Brzobohatým.
Radoslav Brzobohatý trpěl kardiovaskulárními problémy a zemřel 12. září 2012, pouhý den před svými 80. narozeninami, v pražském IKEM v důsledku prasknutí výdutě břišní tepny s následným vykrvácením. Celý život náruživě kouřil; sám říkával, že s tímto zlozvykem nemůže nic udělat. Den po jeho smrti, při příležitosti nedožitého jubilea, mu byla věnována premiéra filmu Ve stínu, ačkoliv ve filmu nehraje.
Místem jeho posledního odpočinku je pražský Vyšehradský hřbitov.

### Osobní život
Jeho první ženou byla herečka Jarmila Kolářová, se kterou měl dceru Radanu a od ní vnuka Josefa. Jeho druhou ženou byla Jiřina Bohdalová, svazek však po dvanácti letech skončil rozvodem.
S Hanou Gregorovou žil od roku 1981. Do manželství přivedla svoji dceru Rolu; spolu měli syna Ondřeje Gregora Brzobohatého.

## Ocenění
- 1988 titul zasloužilý umělec
- 2002 Cena Senior Prix
- 2006 Cena Františka Filipovského za celoživotní mistrovství v dabingu
- 2011 Dvorana slávy Týtý 2011

## Divadelní role, výběr
- 1971 Karel Čapek: R.U.R., Harry Domin, Vinohradské divadlo, režie Stanislav Remunda
- 1978 Věra Eliášková: ...a ten měl tři dcery, Suchý, Vinohradské divadlo, režie Jaroslav Dudek
- 1979 Lillian Hellmanová: Lištičky, William Marshall, Vinohradské divadlo, režie Stanislav Remunda
- 1979 James Aldridge: Poslední záblesk, Francis Scott Fitzgerald, Vinohradské divadlo, režie Jaroslav Dudek
- 1981 Molière: Tartuffe, Kleantes, Vinohradské divadlo, režie Jiří Dalík
- 1982 William Shakespeare: Richard III., Richmond, Vinohradské divadlo, režie Jaroslav Dudek

## Filmografie

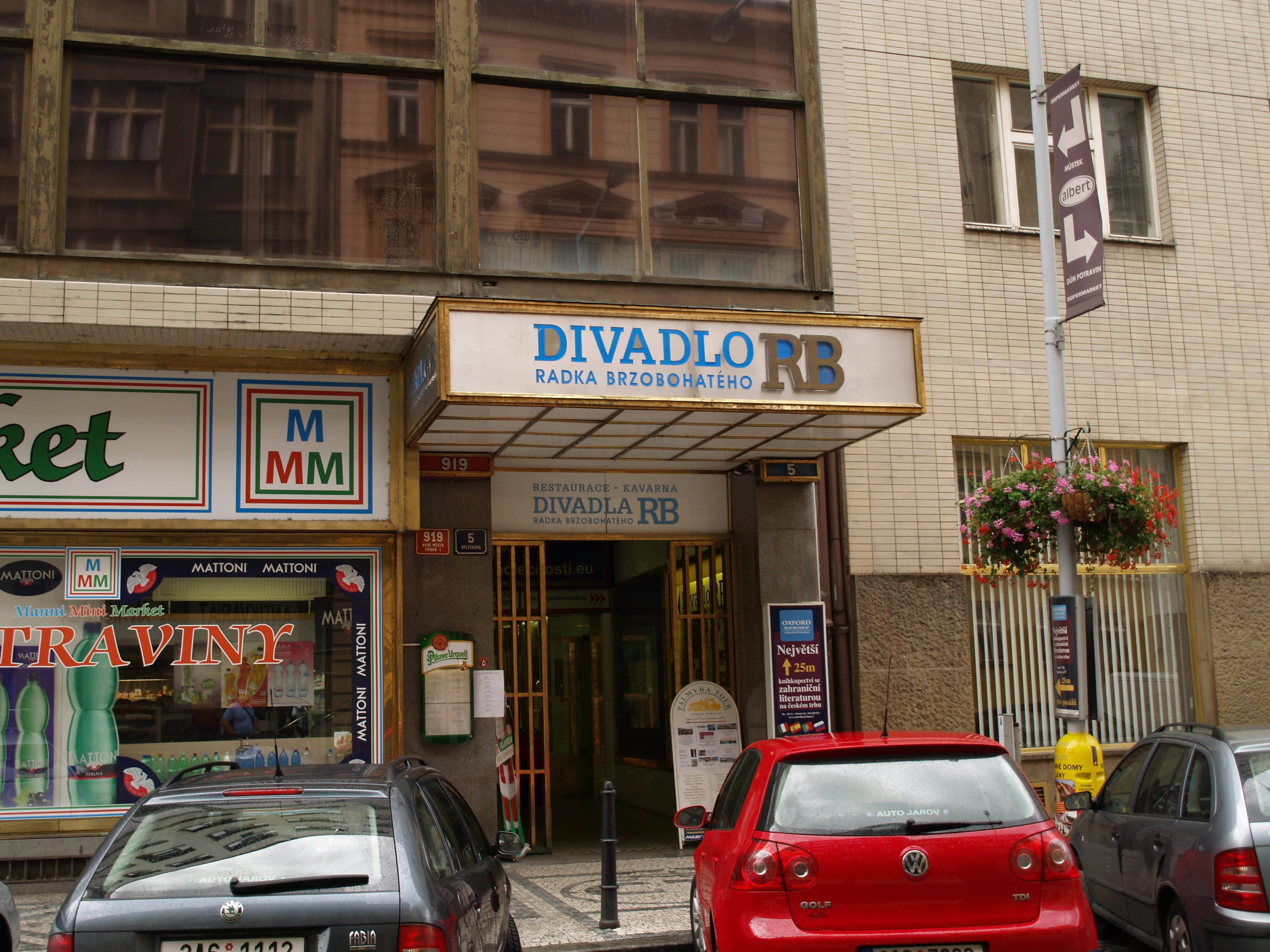
Divadlo Radka Brzobohatého

### Filmové role
- 1959 Mstitel – role: Kašpar Lén
- 1960 Bílá spona – role: Nekola
- 1960 Pochodně – role: Kovář
- 1961 Kohout plaší smrt – role: Zika
- 1961 Kotrmelec (Paučula)
- 1963 Strach (Varga)
- 1963 Zlaté kapradí (Matěj)
- 1963 Král Králů (soudruh)
- 1963 Čas jeřabin (opilec)
- 1963 Táto, přečti to! (Slávek)
- 1964 Atentát (nadporučík Král)
- 1964 Hvězda zvaná Pelyněk (Vodička)
- 1964 Skok do tmy (Honza)
- 1965 Sedm zabitých (doktor „Bělovlásek“)
- 1965 Nikdo se nebude smát (ak. malíř Horal)
- 1965 Škola hříšníků (Pavlata)
- 1965 Svatba s podmínkou (Mirek)
- 1966 Vrah skrývá tvář (Varga)
- 1966 Dáma na kolejích (Václav)
- 1967 Dům ztracených duší (Kolář)
- 1968 Všichni dobří rodáci (František)
- 1968 Maratón (kpt. Šabatka)
- 1968 Žirafa v okně (Švarc)
- 1969 Zabil jsem Einsteina, pánové… (Robert)
- 1970 Ucho (Ludvík)
- 1970 Na kolejích čeká vrah (Lenk)
- 1971 Vím, že jsi vrah (dr. Simon)
- 1971 Pěnička a Paraplíčko (Pěnička)
- 1972 Podezření (Chrástek)
- 1972 Oáza (por. Navara)
- 1974 Deň, ktorý neumrie (Ritter)
- 1976 Běž, ať ti neuteče (Voník)
- 1976 10% nádeje (Ivan Kuník)
- 1977 O moravské zemi (Jagoš)
- 1977 Oddechový čas (Ing. Jan Ondrák)
- 1977 Zlatá réva (Šimon Príboj)
- 1978 Princ a Večernice (Mrakomor)
- 1978 Muž s orlem a slepicí (Kvíčala)
- 1979 Modrá planeta (dr. Masník)
- 1980 Hra o královnu (Záviš z Falkenštejna)
- 1980 Romaneto (dr. Grégr)
- 1980 V hlavní roli Oldřich Nový (sebe)
- 1980 Temné slunce (dr. Prokop)
- 1981 Noční jezdci (originál slovensky Noční jazdci) – role: vrchní respicient strážmistr Eda Halva
- 1981 Zkrocení zlého muže (Hradecký)
- 1982 Schůzka se stíny (Milan Sláma)
- 1983 Záchvěv strachu (František Vinický)
- 1983 Anděl s ďáblem v těle (Šulc)
- 1983 Putování Jana Amose (herec Coriolanus)
- 1983 Sněženky a machři (profesor Karda)
- 1984 Noc smaragdového měsíce (prof. Kysučan)
- 1984 Komediant (Johny)
- 1984 Povstalecká história (serial) (gen.Golian)
- 1985 Zastihla mě noc (Paleček)
- 1985 Skalpel, prosím (Krtek)
- 1986 Dva na koni, jeden na oslu (Hřbet)
- 1986 Alžbetin dvor (Mathias Fabici)
- 1987 Svět nic neví (Pavláčka)
- 1988 Anděl svádí ďábla (Šulc)
- 1988 Prokletí domu Hajnů (Hajn)
- 1990 Křížová vazba (Velimský)
- 1994 V erbu lvice (Miruš)
- 1995 Cesta peklem (Šimon)
- 1995 Má je pomsta (prof. Neumann)
- 1996 Konto separato (hrabě Larisch)
- 1997 Nejasná zpráva o konci světa (Šimon)
- 1999 Návrat ztraceného ráje (František)
- 1999 Z pekla štěstí (sedlák)
- 2001 Z pekla štěstí 2 (sedlák)
- 2003 Zůstane to mezi námi (Radoslav)
- 2008 Sněženky a machři po 25 letech (profesor Karda)
- 2011 Bastardi 2 (doktor Hána)
- 2012 Vrásky z lásky
- 2012 Dvanáct měsíčků (Prosinec)

### Televize
- 1966 Cesta řeky k moři (TV inscenace románu Jacka Londona) – role: Martin Eden
- 1967 Lucerna – role: mlynář Libor
- 1968 Hříšní lidé města pražského
- 1969 Záhada hlavolamu – role: vypravěč
- 1970 F. L. Věk (TV seriál) – hlavní role: František Ladislav Věk
- 1970 Bližní na tapetě (TV cyklus mikrokomedií Malé justiční omyly) – role: vyšetřovatel nadporučík VB (2.příběh: Zeď)
- 1970 Bližní na tapetě (TV cyklus mikrokomedií Malé justiční omyly) – role: vyšetřovatel nadporučík VB (3.příběh: Příživník)
- 1971 Kat nepočká
- 1973 Jana Eyrová (seriál) – role: pastor Rivers
- 1972 Noční jízda (TV film) – role: řidič Staněk
- 1974 30 případů majora Zemana (TV seriál 1974–1979) – role: Západní agent Bláha
- 1975 Vlčí halíř
- 1975 Nebezpečí smyku (TV seriál) – role: Jaromír
- 1979 Zlatí úhoři – role: Rozvědčík
- 1982 Dobrá Voda (TV seriál) – role: Šembera
- 1982 Dynastie Nováků (TV seriál) - role: Jan Novák
- 1983 Oblouk světla
- 1988 Cirkus Humberto (TV seriál) – role: Bernhard Berwitz
- 1988 Druhý dech (TV seriál)
- 1988 Putování po Blažených ostrovech
- 1991 Klauni a vlastenci
- 1993 Sedmero krkavců
- 1995 Tajomstvo šťastia
- 1996 Nováci 2
- 1997 Liščí doupě
- 1998 Genij vlasti
- 2000 Četnické humoresky (TV seriál)
- 2000 Pra Pra Pra (TV seriál)
- 2001 Šípková Růženka (TV seriál)
- 2005 Černá karta
- 2005 Ulice (TV seriál) – role: Václav Král
- 2005 Podvraťáci
- 2005 BrainStorm
- 2009 Vyprávěj – role: František
- 2012 Život je ples